# Ghostforce
Ghostforce es una serie de televisión de animación francesa en 52 episodios de 11 minutos creada y producida por Jeremy Zag.
Tuvo su estreno mundial en Israel, el 25 de julio de 2021. En Francia, la serie se emite desde el 28 de agosto de 2021 en TF1. En Latinoamérica se emite desde el 6 de diciembre de 2021 en Discovery Kids y en España se emite desde el 2 de octubre de 2021 en Disney Channel.

## Sinopsis
Andrew Baker, su hermana Olivia Baker y su buen amigo Michael Collins Jr. son tres estudiantes que concilian en secreto la vida escolar y la caza de fantasmas, formando un grupo de superhéroes espectrales. Con la ayuda de su mentora Miss Jones, una científica brillante y una inteligencia artificial llamada Glowboo, estos superhéroes luchan contra los fantasmas de la ciudad de Nueva York. Al alimentarse del miedo de los lugareños, el trío de amigos se transforma en el grupo de superhéroes llamados Ghostforce, listos y dispuestos con poderes cargados en energía fantasma para detenerlos. El papel de cada uno de los Ghostforce es primordial a la hora de salvar la cuidad; Andrew, más conocido como «Andy», es Fury el Líder, quien inspira la fuerza y el valor al equipo en todo momento, incluso en las situaciones más peligrosas y difíciles; Olivia, alias «Liv», es Myst la Estratega, quien indica a los demás  las directrices y las tácticas para luchar; y Michael Jr., alias «Mike», es Krush el Defensor, quien se encarga de proteger al equipo y a los ciudadanos en peligro.

## Doblaje
Doblaje Francés:
- Andy: Enzo Ratsito.
- Mike: Hervé Grull.
- Liv: Laure Filiu.

Doblaje Español:
- Andy: Jon Samaniego.
- Mike: Mario García.
- Liv: Elena Jiménez.
- Charlie: Miriam Cordón.

Doblaje Español Latino:
- Andy: Ferrán Uribe/ Sebastián García.
- Mike: Iván Bastidas.
- Liv: Danna Alcalá.
- Miss Jones: Analiz Sánchez.
- Charlie: Marisol Hamed.
- Profesor Pascal: Mauricio Pérez.
- Señor Vladousky: José Luis Orozco.
- Drake Miller: Rodrigo Durán.
- Bobby: Alberto Bernal.
- Stacy: Mónica Moreno.
- Jane: Susana Cohe/ Lion Ollivier.
- Rajat: Valca Ponzanelli.
- Marlo: Miguel Ángel Leal.
- Melissa: Andrea Orozco.
- Callaghan: Armando Zúñiga.
- Nolan Kasenti: Gerardo Reyero

## Temporadas
| Temporada | Temporada | Episodios | Francia               | Francia                 | Latinoamérica          | Latinoamérica        | España               | España                |
| Temporada | Temporada | Episodios | Comienzo              | Final                   | Comienzo               | Final                | Comienzo             | Final                 |
| --------- | --------- | --------- | --------------------- | ----------------------- | ---------------------- | -------------------- | -------------------- | --------------------- |
|           | 1         | 52        | 28 de agosto de 2021  | 13 de noviembre de 2022 | 6 de diciembre de 2021 | 6 de octubre de 2022 | 2 de octubre de 2021 | 28 de octubre de 2022 |
|           | Extras    | 8         | 24 de octubre de 2023 | TBA                     | TBA                    | TBA                  | TBA                  | TBA                   |

## Lista de episodios

### Temporada 1 (2021-2022)
| N.º en serie | N.º en temp. | Título                                                        | Estreno en Francia       | Estreno en Latinoamérica                                                             | Estreno en España       | Código de prod. | Audiencia (millones) |
| --- | ------------ | ------------------------------------------------------------- | ------------------------ | ------------------------------------------------------------------------------------ | ----------------------- | --------------- | -------------------- |
| 1 | 1a           | «Bananahielo (LA)» «Bananahelado (ES)» «Bananice»             | 6 de noviembre de 2021   | 6 de diciembre de 2021                                                               | 2 de octubre de 2021    | 101             | TBA                  |
| La rivalidad de Andy y Drake en el baloncesto despierta a Bananice, un fantasma que congela todo a su paso. Nota: Emitido primero en Israel, el 25 de julio de 2021. |              |                                                               |                          |                                                                                      |                         |                 |                      |
| 2 | 1b           | «Faraok (LA)» «Pharaok (ES)» «Pharaok»                        | 28 de agosto de 2021     | 6 de diciembre de 2021                                                               | 2 de octubre de 2021    | 102             | TBA                  |
| El equipo lucha contra un faraón fantasma decidido a convertir a todos en momias. Nota: Emitido primero en Israel, el 25 de julio de 2021. |              |                                                               |                          |                                                                                      |                         |                 |                      |
| 3 | 2a           | «Basustroso (LA)» «Basurótico (ES)» «Grordure»                | 4 de septiembre de 2021  | 7 de diciembre de 2021                                                               | 2 de octubre de 2021    | 103             | TBA                  |
| Un fantasma maloliente atraído por olores desagradables está a punto de destruir Nueva York y el único que puede detenerlo es Andy. Nota: Emitido primero en Israel, el 26 de julio de 2021. |              |                                                               |                          |                                                                                      |                         |                 |                      |
| 4 | 2b           | «Mikroo (LA)» «Microsusto (ES)» «Mikroo»                      | 28 de agosto de 2021     | 7 de diciembre de 2021                                                               | 2 de octubre de 2021    | 104             | TBA                  |
| Mikroo, un pequeño fantasma que le teme a cualquier cosa que sea más grande que el, encoge a Ghostforce y a todos los estudiantes. Para detenerlo, Mike debe demostrarle a sus amigos que puede arreglarse las cosas solo. Nota: Emitido primero en Israel, el 26 de julio de 2021. |              |                                                               |                          |                                                                                      |                         |                 |                      |
| 5 | 3a           | «Mizuo (LA)» «Acuoso (ES)» «Mizuo»                            | 13 de noviembre de 2021  | 8 de diciembre de 2021                                                               | 3 de octubre de 2021    | 105             | TBA                  |
| Un fantasma maligno se apodera de las torres de agua de Nueva York y Andy debe unirse a Drake para derrotarlo. Nota: Emitido primero en Israel, el 27 de julio de 2021. |              |                                                               |                          |                                                                                      |                         |                 |                      |
| 6 | 3b           | «Tiburroble (LA)» «Tiburoncio (ES)» «Requinox»                | 18 de septiembre de 2021 | 8 de diciembre de 2021                                                               | 3 de octubre de 2021    | 106             | TBA                  |
| Liv tiene la sensación de que Marlo está enamorado de ella, pero no tiene el valor de decírselo. Debido a esta situación, Liv está distraída y no ayuda al grupo a pelear contra un fantasma como debería. Nota: Emitido primero en Israel, el 27 de julio de 2021. |              |                                                               |                          |                                                                                      |                         |                 |                      |
| 7 | 4a           | «Mastaar (LA)» «Maestro (ES)» «Mastaar»                       | 11 de septiembre de 2021 | 9 de diciembre de 2021                                                               | 3 de octubre de 2021    | 107             | TBA                  |
| Cuando Andy y sus amigos son invitados a participar en un concurso de talentos, Andy y Mike están tan entusiasmados por actuar y demostrar su talento musical; no así Liv, que sufre de un miedo escénico a tal punto de que se pone nerviosa y huye. Pero cuando el fantasma Mastaar hipnotiza a todos en la ciudad de Nueva York con su música, especialmente a Andy, Liv debe ocupar el lugar de su hermano liderando el combate y superar su miedo escénico. Nota: Emitido primero en Israel, el 28 de julio de 2021. |              |                                                               |                          |                                                                                      |                         |                 |                      |
| 8 | 4b           | «Arakgoma (LA)» «Aracnochicle (ES)» «Arakgum»                 | 30 de octubre de 2021    | 10 de diciembre de 2021                                                              | 3 de octubre de 2021    | 108             | TBA                  |
| Mike tiene que superar su miedo a las arañas para ayudar a sus amigos a derrotar al nuevo enemigo que amenaza a Nueva York. Nota: Emitido primero en Israel, el 28 de julio de 2021. |              |                                                               |                          |                                                                                      |                         |                 |                      |
| 9 | 5a           | «ZipZap (LA/ES)» «ZipZap»                                     | 9 de octubre de 2021     | 13 de diciembre de 2021                                                              | 9 de octubre de 2021    | 109             | TBA                  |
| Todo Nueva York se está volviendo adicto a un nuevo juego para teléfonos celulares. El fantasma eléctrico ZipZap usa esto para congelar a sus víctimas en la pantalla. Nota: Emitido primero en Israel, el 29 de julio de 2021. |              |                                                               |                          |                                                                                      |                         |                 |                      |
| 10 | 5b           | «Artiflama (LA)» «Artillama (ES)» «Artiflamme»                | 2 de octubre de 2021     | 14 de diciembre de 2021                                                              | 9 de octubre de 2021    | 110             | TBA                  |
| Andy siente los aires de grandeza en el Día de la Independencia, por lo que impulsivamente va solo, sin escuchar las advertencias de Mike, ni seguir las instrucciones de Liv, a perseguir a Artiflamme, un fantasma muy rápido que crea fuegos artificiales caóticos. Nota: Emitido primero en Israel, el 29 de julio de 2021. |              |                                                               |                          |                                                                                      |                         |                 |                      |
| 11 | 6a           | «Xhypno (LA/ES)» «Xhypno»                                     | 20 de noviembre de 2021  | 15 de diciembre de 2021                                                              | 9 de octubre de 2021    | 111             | TBA                  |
| El equipo debe enfrentarse a Xhypno, una misteriosa mariposa fantasma que causa estragos en la ciudad. Nota: Emitido primero en Israel, el 22 de agosto de 2021. |              |                                                               |                          |                                                                                      |                         |                 |                      |
| 12 | 6b           | «Esporhongo (LA)» «Esporahongo (ES)» «Sporofungus»            | 25 de septiembre de 2021 | 16 de diciembre de 2021                                                              | 9 de octubre de 2021    | 112             | TBA                  |
| Andy quiere unirse a sus amigos en la rueda de la fortuna, pero se pierde debido a las instrucciones de Mike. No obstante, aparece un fantasma en forma de hongo que los Ghostforce solo pueden atrapar con una buena comunicación. Nota: Emitido primero en Israel, el 22 de agosto de 2021. |              |                                                               |                          |                                                                                      |                         |                 |                      |
| 13 | 7a           | «Krik Krok (LA/ES)» «Krik-Krok»                               | 18 de septiembre de 2021 | 17 de diciembre de 2021                                                              | 10 de octubre de 2021   | 113             | TBA                  |
| Mientras intenta hacer trampa en un examen, Andy despierta a Krik-Krok, un fantasma que cultiva plantas siniestras por toda la ciudad. Nota: Emitido primero en Israel, el 23 de agosto de 2021. |              |                                                               |                          |                                                                                      |                         |                 |                      |
| 14 | 7b           | «Hamburghorror (LA)» «Burghorror (ES)» «Burghorreur»          | 16 de octubre de 2021    | 31 de enero de 2022                                                                  | 10 de octubre de 2021   | 114             | TBA                  |
| Cuando Mike tiene una cita con Charlie, Andy y Liv se ven aturdidos y abrumados por un fantasma que se ha convertido en una hamburguesa. Mike tiene que decidir si revelar su identidad secreta o decepcionar a Charlie. Nota: Emitido primero en Israel, el 23 de agosto de 2021. |              |                                                               |                          |                                                                                      |                         |                 |                      |
| 15 | 8a           | «Raijin (LA/ES)» «Raijin»                                     | 4 de septiembre de 2021  | 1 de febrero de 2022                                                                 | 10 de octubre de 2021   | 115             | TBA                  |
| Liv está ansiosa por ayudar a quien lo necesite, pero no puede estar en todos los lugares a la vez. Por eso, cuando el equipo tiene que luchar contra un terrible fantasma eléctrico, Liv tendrá que aprender a confiar en que sus amigos pueden hacer el trabajo. Nota: Emitido primero en Israel, el 24 de agosto de 2021. |              |                                                               |                          |                                                                                      |                         |                 |                      |
| 16 | 8b           | «Cronos (LA)» «Chronorreloj (ES)» «Chronoklok»                | 11 de septiembre de 2021 | 2 de febrero de 2022                                                                 | 10 de octubre de 2021   | 116             | TBA                  |
| El equipo se enfrenta a Chronoklok, un fantasma que detiene el tiempo, cuyos poderes han aumentado después de absorber el nuevo reloj inteligente de Mike. Nota: Emitido primero en Israel, el 24 de agosto de 2021. |              |                                                               |                          |                                                                                      |                         |                 |                      |
| 17 | 9a           | «Gatástrofe (LA/ES)» «Katastroph»                             | 18 de septiembre de 2021 | 3 de febrero de 2022                                                                 | 10 de diciembre de 2021 | 117             | TBA                  |
| Andy no logra anotar un punto crucial en su juego de baloncesto y pierde la confianza. Luego, continúa cometiendo errores, incluso como líder de los Ghostforce, mientras lucha con el fantasma Katastroph, que es lindo y aterrador. Nota: Emitido primero en Israel, el 25 de agosto de 2021. |              |                                                               |                          |                                                                                      |                         |                 |                      |
| 18 | 9b           | «Gelatinoso (LA)» «Gelathisteria (ES)» «Jellystery»           | 23 de octubre de 2021    | 4 de febrero de 2022                                                                 | 10 de diciembre de 2021 | 118             | TBA                  |
| Liv intenta imitar las increíbles hazañas anteriores de la señorita Jones al enfrentarse ella sola a Jellystery, sin la inspiración de Andy ni la defensa de Mike; pero al parecer, sin importar las estrategias que use, ella aún no está lista. Nota: Emitido primero en Israel, el 25 de agosto de 2021. |              |                                                               |                          |                                                                                      |                         |                 |                      |
| 19 | 10a          | «Lenguardo (LA)» «Vozcaos (ES)» «Vochaos»                     | 27 de noviembre de 2021  | 7 de febrero de 2022                                                                 | 10 de diciembre de 2021 | 119             | TBA                  |
| Enfadada con su hermano, Liv les dice a sus compañeros de clase que Andy no sabe nadar. Sin embargo, los hermanos necesitan estar más unidos que nunca para derrotar Vochaos, un fantasma que le quita la voz a todos. Nota: Emitido primero en Alemania, el 30 de septiembre de 2021. |              |                                                               |                          |                                                                                      |                         |                 |                      |
| 20 | 10b          | «Elastrick (LA)» «Edad (ES)» «Agia»                           | 4 de diciembre de 2021   | 8 de febrero de 2022                                                                 | 10 de diciembre de 2021 | 120             | TBA                  |
| Liv debe reencontrarse con su niña interior si quiere detener a Agia, un fantasma con el poder de hacer que cualquiera actúe mucho más joven o mucho más viejo. Nota: Emitido primero en Alemania, el 1 de octubre de 2021. |              |                                                               |                          |                                                                                      |                         |                 |                      |
| 21 | 11a          | «Cíclope (LA)» «Ciclopia (ES)» «Cyclopee»                     | 11 de diciembre de 2021  | 9 de febrero de 2022                                                                 | 10 de diciembre de 2021 | 121             | TBA                  |
| Liv debe aceptar la ayuda de Glowboo al enfrentarse a Cyclopee, un fantasma que copia todo, incluso los poderes de Ghostforce. Nota: Emitido primero en Alemania, el 1 de octubre de 2021. |              |                                                               |                          |                                                                                      |                         |                 |                      |
| 22 | 11b          | «Gmagia (LA)» «Fantasmagia (ES)» «Cartomage»                  | 18 de diciembre de 2021  | 10 de febrero de 2022                                                                | 10 de diciembre de 2021 | 122             | TBA                  |
| Mike se jacta de adivinar siempre como funciona cualquier truco de magia. Sin embargo, para detener a Cartomage, un fantasma que realiza trucos de prestidigitación, Mike tendrá que reconocer que no lo sabe todo. Nota: Emitido primero en Alemania, el 4 de octubre de 2021. |              |                                                               |                          |                                                                                      |                         |                 |                      |
| 23 | 12a          | «Burbu-Cepillo (LA)» «Burbujeador (ES)» «Frouskimous»         | 23 de enero de 2022      | 11 de febrero de 2022                                                                | 10 de diciembre de 2021 | 123             | TBA                  |
| Mike debe aceptar que las cosas no siempre salen según lo planeado cuando Frouskimous arruina sus planes. Nota: Emitido primero en Alemania, el 4 de octubre de 2021. |              |                                                               |                          |                                                                                      |                         |                 |                      |
| 24 | 12b          | «Glougloux (LA)» «Gluglux (ES)» «Glougloux»                   | 16 de enero de 2022      | 14 de febrero de 2022                                                                | 10 de diciembre de 2021 | 124             | TBA                  |
| Andy deja escapar del laboratorio a Glougloux, un poderoso fantasma que incuba cientos de huevos. Después, Andy debe reconocer que ha sido culpa suya y ayudar a la Señorita Jones a capturar al espectro. Nota: Emitido primero en Alemania, el 5 de octubre de 2021. |              |                                                               |                          |                                                                                      |                         |                 |                      |
| 25 | 13a          | «Pica-Grita (LA)» «Rascagritos (ES)» «Gratouille»             | 6 de febrero de 2022     | 15 de febrero de 2022                                                                | 29 de agosto de 2022    | 125             | TBA                  |
| Andy le promete al profesor Pascal que cuidará a Asta, su perro. Sin embargo, como quiere jugar al baloncesto, deja al animal en el laboratorio de la Señorita Jones. Allí, Asta se aproxima a Gratouille, un fantasma que provoca comezón en sus víctimas. Nota: Emitido primero en Alemania, el 30 de octubre de 2021. |              |                                                               |                          |                                                                                      |                         |                 |                      |
| 26 | 13b          | «Bupop (LA)» «Fantasmúsica (ES)» «Cripop»                     | 9 de enero de 2022       | 16 de febrero de 2022                                                                | 29 de agosto de 2022    | 126             | TBA                  |
| Mike deja de tener miedo al ridículo al enfrentarse a Cripop, un fantasma que obliga a los neoyorquinos a bailar. Nota: Emitido primero en Alemania, el 30 de octubre de 2021. |              |                                                               |                          |                                                                                      |                         |                 |                      |
| 27 | 14a          | «Somnibú (LA)» «Somnoliento (ES)» «Somnibou»                  | 30 de enero de 2022      | 6 de junio de 2022                                                                   | 30 de agosto de 2022    | 127             | TBA                  |
| Debido a un error actualizando su software, Mike paraliza a Glowboo justo en el momento en que el equipo debe enfrentarse a Somnibou, un fantasma durmiente. Nota: Emitido primero en los Estados Unidos, el 8 de noviembre de 2021. |              |                                                               |                          |                                                                                      |                         |                 |                      |
| 28 | 14b          | «Problestretch (LA)» «Elasticaos (ES)» «Filaffreux»           | 20 de febrero de 2022    | 7 de junio de 2022                                                                   | 30 de agosto de 2022    | 128             | TBA                  |
| Para luchar contra Filaffreux, Liv tiene que comprender que sus habilidades de estratega no tienen nada que ver con la suerte. Nota: Emitido primero en los Estados Unidos, el 8 de noviembre de 2021. |              |                                                               |                          |                                                                                      |                         |                 |                      |
| 29 | 15a          | «Meta y Lix (LA)» «Meta y Lico (ES)» «Méta&Lix»               | 6 de marzo de 2022       | 8 de junio de 2022                                                                   | 31 de agosto de 2022    | 129             | TBA                  |
| Liv y Jane comienzan a hacerse amigas, pero algo se interpone en su camino: Los fantasmas gemelos Meta y Lix desatan sus poderes magnéticos. Nota: Emitido primero en los Estados Unidos, el 15 de noviembre de 2021. |              |                                                               |                          |                                                                                      |                         |                 |                      |
| 30 | 15b          | «Galleflama (LA)» «Gallellama (ES)» «Cookieflamme»            | 13 de febrero de 2022    | 9 de junio de 2022                                                                   | 31 de agosto de 2022    | 130             | TBA                  |
| Para detener a Cookieflamme antes de que convierta a Nueva York en un horno, Mike debe ganar confianza en si mismo, como civil y como defensor de los Ghostforce. Nota: Emitido primero en los Estados Unidos, el 15 de noviembre de 2021. |              |                                                               |                          |                                                                                      |                         |                 |                      |
| 31 | 16a          | «Grafurioso (LA)» «Grafifurioso (ES)» «Graffurious»           | 28 de agosto de 2022     | 10 de junio de 2022                                                                  | 1 de septiembre de 2022 | 131             | TBA                  |
| Liv es acusada falsamente de pintar una pared e intenta desenmascarar al culpable en una pelea contra Graffurious. Nota: Emitido primero en Alemania, el 25 de febrero de 2022. |              |                                                               |                          |                                                                                      |                         |                 |                      |
| 32 | 16b          | «Levisfer (LA)» «Leviesfera (ES)» «Lévisfer»                  | 2 de octubre de 2022     | 13 de junio de 2022                                                                  | 1 de septiembre de 2022 | 132             | TBA                  |
| Para detener a Lévisfer, Mike debe hacer funcionar su nuevo invento con la ayuda de sus amigos. Nota: Emitido primero en Alemania, el 26 de febrero de 2022. |              |                                                               |                          |                                                                                      |                         |                 |                      |
| 33 | 17a          | «Paniclick (LA)» «Paniclic (ES)» «Paniclick»                  | 27 de febrero de 2022    | 22 de agosto de 2022                                                                 | 2 de septiembre de 2022 | 133             | TBA                  |
| Andy quiere detener a Paniclick, pero antes debe aprender que un líder nunca se da la maña de subestimar la tecnología antigua. |              |                                                               |                          |                                                                                      |                         |                 |                      |
| 34 | 17b          | «Sablirock (LA)» «Arenazo (ES)» «Sablirok»                    | 28 de agosto de 2022     | 23 de agosto de 2022                                                                 | 2 de septiembre de 2022 | 134             | TBA                  |
| Los problemas de Mike con su padre ponen en peligro la lucha contra Sablirok. Nota: Emitido primero en Alemania, el 28 de febrero de 2022. |              |                                                               |                          |                                                                                      |                         |                 |                      |
| 35 | 18a          | «Hipnoleón (LA/ES)» «Hypnolion»                               | 4 de septiembre de 2022  | 25 de agosto de 2022                                                                 | 5 de septiembre de 2022 | 136             | TBA                  |
| A Liv, siendo la más sobresaliente estratega, le resulta difícil aceptar que su modelo a seguir, la señorita Jones, eligió otorgarle la estrategia equivocada contra Hypnolion. Nota: Emitido primero en Alemania, el 12 de marzo de 2022. |              |                                                               |                          |                                                                                      |                         |                 |                      |
| 36 | 18b          | «Jinbroma (LA)» «Bromista (ES)» «Gredingue»                   | 6 de noviembre de 2022   | 24 de agosto de 2022                                                                 | 5 de septiembre de 2022 | 135             | TBA                  |
| Mike mejora su sentido del humor mientras lucha contra Gredingue, un fantasma travieso. Nota: Emitido primero en Alemania, el 12 de marzo de 2022. |              |                                                               |                          |                                                                                      |                         |                 |                      |
| 37 | 19a          | «Pegagoma (LA)» «Pegachicle (ES)» «Gumglue»                   | 4 de septiembre de 2022  | 26 de agosto de 2022                                                                 | 6 de septiembre de 2022 | 137             | TBA                  |
| Cuando Andy y Liv se enfrentan a Gumglue, Mike debe ocultar sus identidades secretas a la clase. Nota: Emitido primero en los Estados Unidos, el 26 de marzo de 2022. |              |                                                               |                          |                                                                                      |                         |                 |                      |
| 38 | 19b          | «Scorpod (LA)» «Escorpión (ES)» «Scorpod»                     | 18 de septiembre de 2022 | 29 de agosto de 2022                                                                 | 6 de septiembre de 2022 | 138             | TBA                  |
| Los Ghostforce tienen serias dificultades para capturar a Scorpod y revertir su daño. Nota: Emitido primero en los Estados Unidos, el 26 de marzo de 2022. |              |                                                               |                          |                                                                                      |                         |                 |                      |
| 39 | 20a          | «Turboelote (LA)» «Turbofantasma (ES)» «Turbokorn»            | 18 de septiembre de 2022 | 22 de agosto de 2022 (Señal México y Sur)30 de agosto de 2022 (Señal Panregional)    | 7 de septiembre de 2022 | 139             | TBA                  |
| Los Ghostforce deben, urgentemente, aprender a usar el auto fantasmal si quieren atrapar a Turbokorn. Nota: Emitido primero en los Estados Unidos, el 2 de abril de 2022. |              |                                                               |                          |                                                                                      |                         |                 |                      |
| 40 | 20b          | «Globobú (LA)» «Multiglobo (ES)» «Biballoon»                  | 2 de noviembre de 2022   | 23 de agosto de 2022 (Señal México y Sur)31 de agosto de 2022 (Señal Panregional)    | 7 de septiembre de 2022 | 140             | TBA                  |
| Andy se pone muy resentidamente celoso de Liv al recibir un premio cuando ella se hace pasar por líder de los Ghostforce y no le da nada de crédito a él ni a Mike, por lo que el trabajo en equipo contra Biballoon se ve comprometido. Nota: Emitido primero en los Estados Unidos, el 2 de abril de 2022. |              |                                                               |                          |                                                                                      |                         |                 |                      |
| 41 | 21a          | «Mascarada (LA/ES)» «Mascarade»                               | 11 de septiembre de 2022 | 25 de agosto de 2022 (Señal México y Sur)2 de septiembre de 2022 (Señal Panregional) | 8 de septiembre de 2022 | 142             | TBA                  |
| Cuando combaten a Mascarade, Mike y Liv se desconciertan debido a que Andy trata de cambiar su personalidad, incluso siendo el líder de los Ghostforce. Nota: Emitido primero en los Estados Unidos, el 9 de abril de 2022. |              |                                                               |                          |                                                                                      |                         |                 |                      |
| 42 | 21b          | «Batata (LA)» «Murcielagueitor (ES)» «Nocturne»               | 30 de octubre de 2022    | 24 de agosto de 2022 (Señal México y Sur)1 de septiembre de 2022 (Señal Panregional) | 8 de septiembre de 2022 | 141             | TBA                  |
| Desesperado por demostrar su valentía, incluso frente a Charlie, Mike tiene que seguir arriesgándose para demostrar que es un gran defensor, mientras lucha junto a Andy y Liv contra Nocturne en la oscuridad. Nota: Emitido primero en los Estados Unidos, el 9 de abril de 2022. |              |                                                               |                          |                                                                                      |                         |                 |                      |
| 43 | 22a          | «Prehistorrible (LA)» «Preshistorrible (ES)» «Préhistorrible» | 24 de octubre de 2022    | 26 de agosto de 2022 (Señal México y Sur)23 de enero de 2023 (Señal Panregional)     | 24 de octubre de 2022   | 143             | TBA                  |
| Andy lucha por derrotar a Préhistorrible solo, mientras Liv y Mike están atrapados en hielo. Nota: Emitido primero en Turquía, el 25 de junio de 2022. |              |                                                               |                          |                                                                                      |                         |                 |                      |
| 44 | 22b          | «Caorion (LA)» «Caosorión (ES)» «Chaorion»                    | 2 de octubre de 2022     | 29 de agosto de 2022 (Señal México y Sur)24 de enero de 2023 (Señal Panregional)     | 24 de octubre de 2022   | 144             | TBA                  |
| Los Ghostforce se enfrentan a Chaorion, un fanstama que viene del espacio y podría destruir el planeta Tierra. Nota: Emitido primero en Turquía, el 25 de junio de 2022. |              |                                                               |                          |                                                                                      |                         |                 |                      |
| 45 | 23a          | «Piraniak (LA)» «Fantapirata (ES)» «Piraniak»                 | 25 de octubre de 2022    | 30 de agosto de 2022 (Señal México y Sur)25 de enero de 2023 (Señal Panregional)     | 25 de octubre de 2022   | 145             | TBA                  |
| Los Ghostforce tienen dificultad para luchar contra Piraniak cuando el fantasma hipnotiza a Liv, privando a Andy y a Mike de alguna estrategia para ganar . Nota: Emitido primero en Turquía, el 25 de junio de 2022. |              |                                                               |                          |                                                                                      |                         |                 |                      |
| 46 | 23b          | «Dinozos (LA)» «Dinoespectro (ES)» «Dinozos»                  | 26 de octubre de 2022    | 31 de agosto de 2022 (Señal México y Sur)26 de enero de 2023 (Señal Panregional)     | 25 de octubre de 2022   | 146             | TBA                  |
| Los Ghostforce tienen que enfrentarse contra Dinozos aunque no puedan usar sus poderes fantasmales. Nota: Emitido primero en Turquía, el 25 de junio de 2022. |              |                                                               |                          |                                                                                      |                         |                 |                      |
| 47 | 24a          | «Encestador (LA)» «El matón de los mates (ES)» «Dunky Boss»   | 27 de octubre de 2022    | 4 de octubre de 2022 (Señal México y Sur)27 de enero de 2023 (Señal Panregional)     | 26 de octubre de 2022   | 147             | TBA                  |
| Para ganar un concurso de baloncesto, Mike toma prestado un fantasma de la Señorita Jones, pero pierde el control sobre él. Nota: Emitido primero en Sudáfrica, el 23 de agosto de 2022. |              |                                                               |                          |                                                                                      |                         |                 |                      |
| 48 | 24b          | «Espantapájaros (LA)» «Espectra-pájaros (ES)» «Epouvanterre»  | 25 de septiembre de 2022 | 4 de octubre de 2022 (Señal México y Sur)30 de enero de 2023 (Señal Panregional)     | 26 de octubre de 2022   | 148             | TBA                  |
| Los Ghostforce se enfrentan a Epouvanterre, un fantasma antiguo que se despierta por el fertilizante químico. Nota: Emitido primero en Sudáfrica, el 23 de agosto de 2022. |              |                                                               |                          |                                                                                      |                         |                 |                      |
| 49 | 25a          | «Glups (LA)» «Gelati-genial (ES)» «Gloupsijack»               | 13 de noviembre de 2022  | 5 de octubre de 2022 (Señal México y Sur)31 de enero de 2023 (Señal Panregional)     | 27 de octubre de 2022   | 149             | TBA                  |
| Los Ghostforce deben enfrentarse a Glups, quien está en modo booster y podría permanecer salvaje por siempre. Nota: Emitido primero en Sudáfrica, el 24 de agosto de 2022. |              |                                                               |                          |                                                                                      |                         |                 |                      |
| 50 | 25b          | «Kaboom (LA)» «Catapum (ES)» «Kaboum»                         | 28 de octubre de 2022    | 5 de octubre de 2022 (Señal México y Sur)1 de febrero de 2023 (Señal Panregional)    | 27 de octubre de 2022   | 150             | TBA                  |
| Los Ghostforce tienen dificultad para vencer a Kaboum con niveles bajos de energía fantasmal. Nota: Emitido primero en Sudáfrica, el 24 de agosto de 2022. |              |                                                               |                          |                                                                                      |                         |                 |                      |
| 51 | 26a          | «Ninja Ki (LA)» «Fantasninja (ES)» «Ninjaki»                  | 1 de noviembre de 2022   | 6 de octubre de 2022 (Señal México y Sur)2 de febrero de 2023 (Señal Panregional)    | 28 de octubre de 2022   | 151             | TBA                  |
| Para derrotar a Ninjaki, un fantasma telequinético invisible, Liv deberá aprender a controlar su enojo. Nota: Emitido primero en Sudáfrica, el 25 de agosto de 2022. |              |                                                               |                          |                                                                                      |                         |                 |                      |
| 52 | 26b          | «Criángulo (LA)» «Gritángulo (ES)» «Criangle»                 | 11 de septiembre de 2022 | 6 de octubre de 2022 (Señal México y Sur)3 de febrero de 2023 (Señal Panregional)    | 28 de octubre de 2022   | 152             | TBA                  |
| Mike sobreanaliza tanto las cosas que se paraliza al enfrentarse a Criangle, un fantasma geométrico. Nota: Emitido primero en Sudáfrica, el 25 de agosto de 2022. |              |                                                               |                          |                                                                                      |                         |                 |                      |

### Extras (2023-2024)
| N.º en serie | N.º en temp. | Título         | Estreno en Francia     | Estreno en Latinoamérica | Estreno en España | Código de prod. | Audiencia (millones) |
| ------------ | ------------ | -------------- | ---------------------- | ------------------------ | ----------------- | --------------- | -------------------- |
| 53           | 1a           | — «Tortress»   | 23 de octubre de 2023  | TBA                      | TBA               | 156             | TBA                  |
| 54           | 1b           | — «Piktoo»     | 24 de octubre de 2023  | TBA                      | TBA               | 157             | TBA                  |
| 55           | 2a           | — «Jam Jam»    | 25 de octubre de 2023  | TBA                      | TBA               | 158             | TBA                  |
| 56           | 2b           | — «Rozamour»   | 26 de octubre de 2023  | TBA                      | TBA               | 159             | TBA                  |
| 57           | 3a           | — «Froustache» | 27 de octubre de 2023  | TBA                      | TBA               | 160             | TBA                  |
| 58           | 3b           | — «Boolette»   | 27 de octubre de 2023  | TBA                      | TBA               | 161             | TBA                  |
| 59           | 4a           | — «Cactinétik» | 27 de octubre de 2023  | TBA                      | TBA               | 162             | TBA                  |
| 60           | 2b           | — «Flip Floop» | 3 de noviembre de 2023 | TBA                      | TBA               | 163             | TBA                  |

## Especiales
| N.º | Título                          | Estreno en Francia      | Estreno en Latinoamérica | Estreno en España | Audiencia (millones) |
| --- | ------------------------------- | ----------------------- | ------------------------ | ----------------- | -------------------- |
| 1 | «Gruñorrey (LA)» «Fichtrouille» | 31 de octubre de 2022   | 28 de octubre de 2022    | 2023              | TBA                  |
| ¡Es Halloween en Nueva York y todos se están preparando para la noche más espeluznante del año! En esta ocasión, nuestros héroes, Andy, Liv y Mike y sus amigos se encuentran en la casa Baker, donde Carla organizó una pequeña sesión de espiritismo. Encontró una misteriosa caja antigua que se suponía que contenía al "señor de los miedos" y decidió convocarlo. ¡Pero la fiesta de Halloween se convierte en un desastre cuando despierta "Fichtrouille", un fantasma real que puede materializar las fobias de las personas y alimentarse de su miedo! Para salvar Halloween y Nueva York, nuestros tres miembros de Ghostforce tendrán que enfrentarse a él y enfrentarse a sus propios miedos por el camino. |                                 |                         |                          |                   |                      |
| 2 | «Panikokado (LA)» «Panikokado»  | 10 de diciembre de 2023 | 2 de diciembre de 2023   | 2023              | TBA                  |
| Es Nochebuena y Mike está emocionado de poder finalmente pasar tiempo en familia con su padre. ¡Pero una vez más, este último lo deja plantado en el último minuto! Sintiéndose abandonado por todos, Mike decide irse de la ciudad. Al mismo tiempo, un misterioso individuo libera intencionalmente a Panikokado, un temible fantasma que se fusiona con el árbol de Navidad de Times Square y que está a punto de arruinar la celebración. Para salvar Nueva York, Ghostforce no sólo tendrá que encontrar a Mike, sino también animarlo con un poco de magia navideña. |                                 |                         |                          |                   |                      |